# National Hockey Association
- Amateur Hockey Association (1893–1898)
- Canadian Amateur Hockey League (1898–1905)
- Eastern Canada Amateur Hockey League (1905–1906)
- Eastern Canada Amateur Hockey Association (1906–1909)
- Canadian Hockey Association (1909–1910)
- National Hockey Association (1909–1917)
- National Hockey League (seit 1917)

Die National Hockey Association (NHA) war eine professionelle nordamerikanische Eishockeyliga, die von 1909 bis 1917 existierte. Aus der Liga entstand schließlich die National Hockey League.

## Geschichte

### Entstehung der NHA (1909–1910)

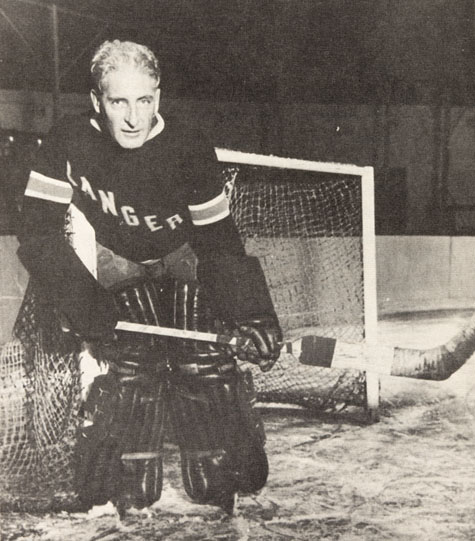
Renfrew-Spieler Lester Patrick

John Ambrose O’Brien, der die Cobalt Silver Kings und Renfrew Creamery Kings finanziell unterstützte, scheiterte 1909 mehrfach mit dem Vorhaben mit seinen Mannschaften den amtierenden Stanley-Cup-Sieger Ottawa Senators um eben jenen prestigeträchtigen Pokal herauszufordern, der zu diesem Zeitpunkt an die beste Mannschaft Kanadas vergeben wurde, da die Erfolge der Mannschaften den Verwaltern des Stanley Cups nicht ausreichten. Aus diesem Grund entschloss sich O’Brien zusammen mit seinem Sohn Ambrose der Eastern Canada Amateur Hockey Association beizutreten, in der die Senators zu diesem Zeitpunkt spielten, um die eigene Leistungsfähigkeit unwiderruflich unter Beweis zu stellen. Mit Hilfe des Besitzers der Montreal Wanderers, P. J. Doran, wollte man die Aufnahme in die ECAHA erreichen, jedoch gab es Unstimmigkeiten über den zukünftigen Spielort der Wanderers zwischen deren Besitzer und der Liga, sodass die übrigen Mannschaften der ECAHA am 25. November 1909 die Liga auflösten und stattdessen die Canadian Hockey Association gründeten. Bereits eine Woche später, am 2. Dezember 1909, entschlossen sich O’Brien und Jimmy Gardner, der Doran in den Verhandlungen vertrat, zu einem Treffen, bei dem sie die National Hockey Association gründeten. Diese hatte in ihrer Premierenspielzeit fünf Mitglieder – die Montreal Wanderers, Cobalt, Renfrew, den Haileybury Comets und les Canadiens, aus denen die Canadiens de Montréal hervorgingen.

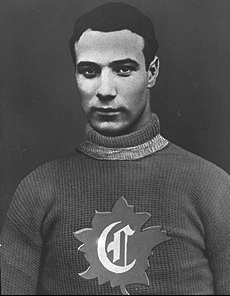
Newsy Lalonde, bester Torschütze 1910

Das erste Spiel der NHA fand am 5. Januar 1910 zwischen Cobalt und den Canadiens statt, während die konkurrierende Canadian Hockey Association bereits am 31. Dezember 1909 begonnen hatte. Beide Ligen waren bemüht die beste Eishockeyspieler des Landes unter Vertrag zu nehmen, jedoch konnte die NHA mit dem finanziellen Hintergrund der Familie O’Brien, die vier der fünf NHA-Teams finanziell unterstützte, deutlich höhere Summen bieten und Spieler wie Newsy Lalonde, Didier Pitre, die Brüder Frank und Lester Patrick sowie Cyclone Taylor erhielten alle Verträge über mehrere Tausend Dollar für die nur zwölf Spiele der Saison erhielten. Aufgrund der höheren finanziellen Möglichkeiten und der Tatsache, dass die Liga geographisch besser ausbalanciert war – in der CHA spielten drei der fünf Mannschaften in Montréal – stellte die CHA bereits am 15. Januar 1910 den Spielbetrieb ein und nur die Ottawa Senators sowie die Montreal Shamrocks wurden als Expansionsteams in die NHA aufgenommen. Die Montreal Wanderers gewannen 1910 als erstes Team den Meistertitel der NHA, in dem sie elf ihrer zwölf Spiele gewinnen konnten. Daraufhin setzten sie sich auch in den Stanley Cup Challenges durch. Bester Torschütze der Liga wurde Newsy Lalonde.

### Stanley-Cup-Dominanz der NHA (1910–1913)

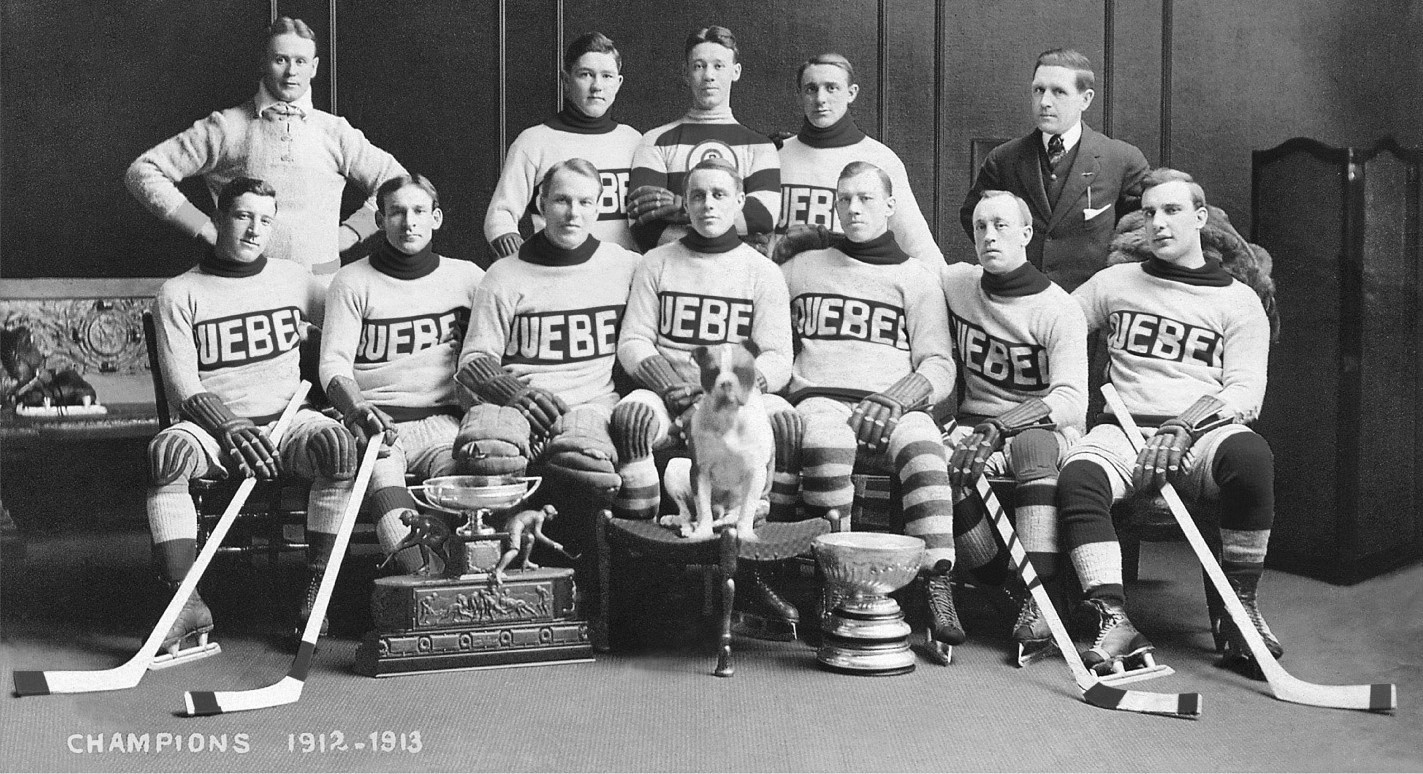
Die Stanley-Cup-Siegermannschaft der Quebec Bulldogs (1913)

Die erste NHA-Spielzeit mit ihren hohen finanziellen Aufwendungen sorgte dafür, dass O’Brien die Unterstützung für die Mannschaften aus Cobalt und Haileybury einstellte, die daraufhin die Liga verlassen mussten. Auch die Montreal Shamrocks verließen die NHA nach nur einem Jahr. Als Ersatz wurden die Quebec Bulldogs neu in die Liga aufgenommen sowie die Mannschaft der les Canadiens an Georges Kendall abgegeben, der ihren Namen in Canadiens de Montréal änderte. Die Saison 1910/11 wurde mit 13:3 Siegen von den Ottawa Senators gewonnen, die sich anschließend auch in den Stanley Cup Challenges behauptet konnten. Zur Saison 1911/12 musste sich auch Renfrew aus der Liga zurückziehen, da sich die Bevölkerung des Ortes mit 4.000 Einwohnern als zu klein für professionelles Eishockey auf höchstem Niveau erwies. Meister wurden erstmals die Quebec Bulldogs. Die Patrick-Brüder hatten in der Zwischenzeit längst die Liga verlassen, um die Pacific Coast Hockey Association zu gründen, die sich in den folgenden Jahren zu einer ernsthaften Konkurrenz zur NHA entwickelte, mit der auch der Wechsel von zahlreichen Topspielern zwischen beiden Ligen verbunden war. In der Saison 1912/13 konnten die Quebec Bulldogs sowohl ihren Meistertitel in der NHA als auch den Stanley Cup erfolgreich verteidigen. Vor der Saison wurden mit den Toronto Blueshirts und Toronto Tecumsehs zudem zwei weitere Mannschaften aus Ontario in die Liga aufgenommen.

### Ernsthafte Konkurrenz durch die PCHA (1913–1917)

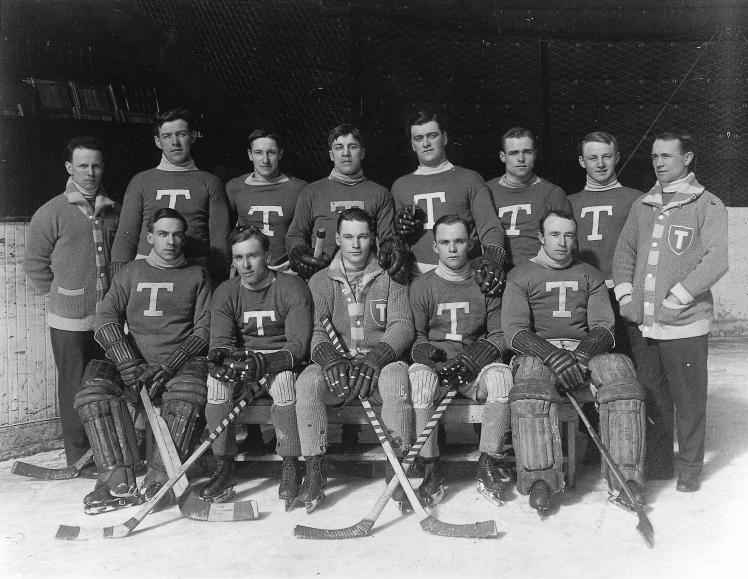
Die Toronto Blueshirts, Stanley-Cup-Sieger 1914

In der Saison 1913/14 gewannen die Toronto Blueshirts den NHA-Meistertitel, nachdem sie sich gegen die Canadiens de Montréal mit 6:2 Toren in zwei Spielen in einem Playoff-Finale durchgesetzt hatten. Anschließend schlugen sie die Victoria Aristocrats in der Stanley Cup Challenge, an der die Mannschaften der PCHA erstmals teilnehmen durften, in einer Best-of-Five-Serie mit 3:0 Siegen. In der Saison 1914/15 musste die Liga einen verringerten Zuschauerschnitt hinnehmen, da sich zahlreiche Stars der NHA nach Ausbruch des Ersten Weltkriegs für den Militärdienst verpflichtet hatten. Zudem konnte mit den Vancouver Millionaires im gleichen Jahr erstmals eine Mannschaft der PCHA den Stanley Cup gewinnen, als sie sich gegen die Ottawa Senators durchsetzten. Vor der Saison 1915/16 hatte Eddie Livingstone, Besitzer der Toronto Shamrocks, das Franchise der Toronto Blueshirts erworben, was den anderen Teambesitzern jedoch zu viel Macht bedeutete, weshalb er die Mannschaft wieder verkaufen sollte. Dies sollte sich jedoch als fatale Entscheidung erweisen, da Livingstone den kompletten Kader der Blueshirts an das neue PCHA-Team Seattle Metropolitans verkaufte, stattdessen den Kader der Shamrocks in sein Blueshirts-Franchise integrierte und die Shamrocks auflöste, wodurch die NHA ein ganzes Team samt einiger guter Spieler verlor. Während die Canadiens de Montréal 1916 den Meistertitel der NHA und anschließend gegen die Portland Rosebuds aus der PCHA den Stanley Cup gewannen, sollte in der Saison 1916/17 ausgerechnet das Team aus Seattle als erstes US-amerikanisches Team den Stanley Cup gewinnen, nachdem sie in der Challenge-Serie die Canadiens geschlagen hatten, die erneut NHA-Meister geworden waren. In jener Spielzeit nahm zudem die Eishockeymannschaft des Toronto 228th Battalion am Spielbetrieb der NHA teil, wurde jedoch nach zehn Spielen nach Europa verschifft. Da sich die übrigen Teams nicht mit dem Blueshirts-Besitzer Livingstone über einen einheitlichen Spielplan einigen konnten, wurde dessen Mannschaft für die zweite Saisonhälfte ebenfalls ausgeschlossen, und die Spieler der Blueshirts auf die anderen NHA-Teams verteilt.

### Transformation der NHA in die NHL (1917)

Logo der Nachfolgeliga National Hockey League

Im Herbst 1917 war ursprünglich die Rückkehr der Toronto Blueshirts in die NHA eingeplant gewesen, jedoch wollten die anderen Teambesitzer endgültig Livingstone loswerden, sodass sie im November 1917 die National Hockey League gründeten und ein neues Toronto-Franchise an eine andere Besitzergruppe vergaben. Zwar versuchte Livingstone noch mehrfach die alte NHA wiederzubeleben, jedoch scheiterte dieses Vorhaben mehrfach, ehe es 1919 endgültig aufgegeben wurde.

## Innovationen der NHA
Die Einführung der Spielzeit von Dritteln zu je 20 Minuten, die Abschaffung der Position des Rovers und die damit verbundene Reduzierung der Spieler auf sechs pro Mannschaft, sowie viele weitere größere und kleinere Regeländerungen.

## Teams
- Cobalt Silver Kings (1909–1910)
- Haileybury Comets (1909–1910)
- Canadiens de Montréal (1909–1917)
- Montreal Shamrocks (1909–1910)
- Montreal Wanderers (1909–1917)
- Ottawa Senators (1909–1917)
- Quebec Bulldogs (1910–1917)
- Renfrew Creamery Kings (1909–1911)
- Toronto 228th Battalion (1916–1917)
- Toronto Blueshirts (1912–1917)
- Toronto Ontarios (1913–1914; wurden Toronto Shamrocks)
- Toronto Shamrocks (1914–1915)
- Toronto Tecumsehs (1912–1913; wurden Toronto Ontarios)

## Meister
- 1910: Montreal Wanderers
- 1911: Ottawa Senators
- 1912: Quebec Bulldogs
- 1913: Quebec Bulldogs
- 1914: Toronto Blueshirts
- 1915: Ottawa Senators
- 1916: Canadiens de Montréal
- 1917: Canadiens de Montréal